# نقطة رجوع (فلم)
نقطة رجوع فيلم مصري أنتج عام 2008.

## قصة الفيلم
يتحدث الفيلم عن حادث سيارة كبير نجت منة الزوجة ليلى بأعجوبة، ولكن هاشم الجوهري زوجها تعرض لإصابات بالغة في جسده، مما اضطره لجراحات عديدة فقد على إثرها ذاكرته، ولم يكن لديه علم عن ماضيه سوى ما روى له من زوجته وبعض الأصدقاء المقربين.
ومع عودته إلى ممارسة حياته الطبيعية بدأت تتكشف له بعض الحقائق التي لم ترو له، والغريبة بعض الشئ، فشك في خيانة زوجته له، واكتشف بالصدفة أنه كان قد استعان في الماضي بأحد الأشخاص لمراقبتها، ولكن تبين له أنه من كان يخونها، أحداث متلاحقة تجعله يعيد البحث في الماضي المجهول بالنسبة له، وتبدأ الحقائق غير المتوقعة في الظهور تباعا.

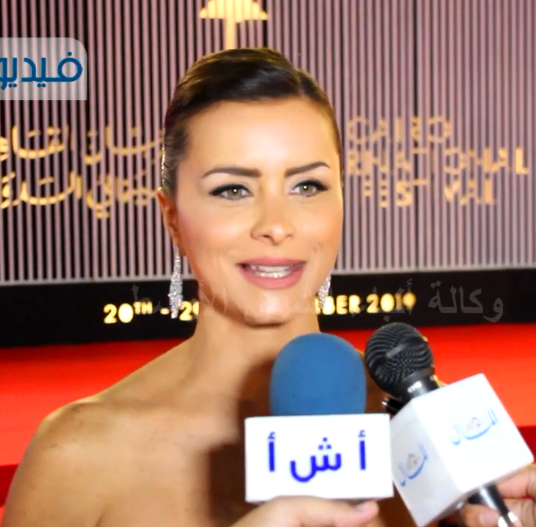
نـور في دور ليلى

## الممثلون
- شريف منير: هاشم - سليم
- نور: ليلى
- محمد شومان: الضابط همام
- هيدي كرم: سهام
- سميه درويش: مغنية

## فريق العمل
- الإخراج: حاتم فريد
- التأليف: محمود حامد (سيناريو وحوار) - إبراهيم حامد (سيناريو وحوار)

## روابط خارجية
- مقالات تستعمل روابط فنية بلا صلة مع ويكي بيانات